# Tratado de Turín (1860)
El Tratado de Turín celebrado entre Francia y Piamonte-Cerdeña el 24 de marzo de 1860 es el instrumento por el que el Ducado de Saboya y el Condado de Niza se anexionan a Francia.

## Antecedentes
El emperador Napoleón III de Francia y el  Conde de Cavour, primer ministro del Reino de Cerdeña, se reunieron en secreto en Plombières-les-Bains el 21 de julio de 1858. Acordaron que el Francia apoyaría la unificación de Italia por parte de Cerdeña, siempre que el papa mantuviera el control de Roma.  A cambio, se pidió a Cerdeña que cediera el Ducado de Saboya a Francia junto con, más contundentemente, el [cita requerida] Condado de  Niza de predominancia italoparlante.
En abril de 1859, Austria, quejándose de que Cerdeña había estado suministrando armas a los separatistas del Lombardía, declaró la guerra a Cerdeña. Las fuerzas franco-sardas derrotaron a los austriacos en varias batallas: Palestro, Montebello, Magenta y Solferino.
Pero Napoleón III, que había asumido el mando personal de su ejército, se declaró horrorizado por la magnitud del derramamiento de sangre y resolvió poner fin a la guerra. La lucha terminó con el armisticio de Villafranca el 12 de julio de 1859. El armisticio condujo al Tratado de Zúrich del 10 de noviembre de 1859, que transfería Lombardía a Cerdeña. La unificación completa de Italia se aplazó, aunque no por mucho tiempo.
El difunto rey Carlos Alberto de Cerdeña (1798-1849) había sido un activo nacionalista italiano. Entre las élites liberales de la Saboya francófona, había surgido la idea de que la "Casa de Saboya" de Turín se preocupaba poco por su provincia más allá del Mont Blanc. En la práctica, en una época en la que la actividad del Estado aumentaba en toda Europa, esto se manifestaba en la percepción de una discriminación contra los francófonos a la hora de realizar nombramientos en el gobierno. El 25 de julio de 1859, una treintena de destacados ciudadanos de Chambéry presentaron un discurso a Napoleón III en el que pedían la anexión de Saboya a Francia.
En otros lugares de Saboya, especialmente en el norte, la oposición a la idea de la anexión francesa comenzó a movilizarse. La antigua provincia saboyana de Carouge, adyacente a Ginebra, había sido transferida a Suiza en 1816 en virtud de un anterior Tratado de Turín, como parte de la disgregación del Primer Imperio Francés de Napoleón I. Los escenarios que se discutían ahora incluían continuar con Saboya como provincia de Cerdeña, o unir más o incluso todo el territorio con Suiza, un resultado favorecido por Gran Bretaña. La idea de una Saboya totalmente autónoma no gozaba de mucho apoyo, ya que la vulnerabilidad de los pequeños territorios casi autónomos había sido demostrada por Napoleón I.

## Tratado
Ante las incertidumbres implícitas en los escenarios conflictivos y no dispuestos a tolerar una mayor expansión de Suiza, los diplomáticos franceses y sardos entraron en acción. El Tratado de Turín de 1860, firmado el 24 de marzo de 1860, fue el resultado. Saboya y Niza se encontraron anexionadas al Francia según lo discutido en el en Plombières de 1858, pero sujeto a ciertas condiciones. El artículo 1 del documento finalizado también establecía, en términos deliberadamente vagos, que la anexión tendría lugar después de que las poblaciones de Niza y Saboya hubieran consentido el acuerdo. Las tropas sardas evacuaron Saboya durante el mes de marzo de 1860. El 1 de abril, el rey de Cerdeña liberó a sus súbditos saboyanos de sus juramentos de lealtad al Reino de Cerdeña y se celebró un plebiscito convenientemente elaborado (restringido a los varones adultos, siguiendo el modelo ya establecido en Francia por Napoleón III) en Niza los días 15 y 16 de abril y en Saboya los días 22 y 23 de abril para dar un respaldo popular al tratado. Para desviar la resistencia prevista del norte de Saboya, donde la solución suiza tenía su mayor atractivo, se confirmó la creación de una forma de zona libre de impuestos al norte de una línea definida por Saint-Genix-sur-Guiers, Le Châtelard, Faverges y Ugine. El efecto de esta disposición fue que los puestos fronterizos del norte de Saboya, que ahora pasarían a formar parte de la frontera francesa, estarían situados a una distancia considerable de la frontera real con Suiza. El Tratado de Turín reafirmó la neutralidad política de la franja de Saboya al norte de los puestos fronterizos pero al sur de Suiza, neutralidad que, junto con la de Suiza, ya se había acordado en 1815 en el Acta Final del Congreso de Viena.
El resultado del plebiscito celebrado en Saboya el 22 de abril fue un "Sí" abrumador a la pregunta: "¿Desea Saboya estar unificada con Francia?". En el norte de Saboya, el voto aceptado fue "Sí y Zona", indicando la aceptación de la zona franca con Suiza. Un voto público similar de apoyo a la anexión francesa se había logrado mediante un plebiscito una semana antes en el condado de Niza. Lógicamente, debería haber sido necesario que el resultado del plebiscito se conociera antes de que el tratado pudiera ser firmado por los respectivos monarcas. El hecho de que el tratado se firmara realmente un mes antes de que se celebrara el plebiscito, la magnitud de la mayoría que apoyaba el tratado y la redacción de la pregunta utilizada para el plebiscito fueron algunos de los factores que suscitaron dudas posteriores sobre el desarrollo de esta "consulta popular", llevada a cabo bajo el control de la policía francesa, ya que el ejército y la policía piamonteses se retiraron después de la firma del tratado.

## Texto
Firmado en Turín
24 de marzo de 1860
En nombre de la Santísima e indivisible Trinidad, Su Majestad el Emperador de los franceses habiendo expuesto las consideraciones que, como consecuencia de los cambios operados en las relaciones territoriales entre Francia y Cerdeña, le hicieron desear la anexión (réunion) de Saboya y de la arrondissement de Niza (circondario di Nizza) a Francia, y habiéndose mostrado Su Majestad el Rey de Cerdeña dispuesto a adherirse al mismo, dichas Majestades han decidido concluir un tratado a tal efecto, y han nombrado como plenipotenciarios: Su Majestad el Emperador de los franceses, el Barón de Talleyrand Périgord [...] y el Sr. Benedetti [...]; y Su Majestad el Rey de Cerdeña, su Excelencia el Conde Camille Benso de Cavour [...], y su Excelencia el Caballero Charles Louis Farini [...] quienes, habiendo intercambiado sus plenos poderes en debida forma, han acordado los siguientes artículos:–
Art. 1. Su Majestad el Rey de Cerdeña consiente la anexión (réunion) de Saboya y del arrondissement de Niza (circondario di Nizza) a Francia, y renuncia para sí y para todos sus descendientes y sucesores a sus derechos y reclamaciones sobre dichos territorios. Se acuerda entre sus Majestades que esta réunion se efectuará sin ninguna coacción sobre los deseos de las poblaciones, y que los Gobiernos del Emperador de los franceses y del Rey de Cerdeña se concertarán lo antes posible sobre los mejores medios de apreciar y tomar nota de (constater) las manifestaciones de esos deseos.
Art. 2. También se entiende que Su Majestad el Rey de Cerdeña no puede transferir las porciones neutralizadas de Saboya sino en las condiciones en que él mismo las posee, y que corresponderá a Su Majestad el Emperador de los franceses llegar a un entendimiento a este respecto tanto con las Potencias representadas en el Congreso de Viena como con la Confederación Helvética, y darles las garantías que resulten de las estipulaciones aludidas en el presente artículo.
Art. 3. Una comisión mixta determinará, con espíritu de equidad, las fronteras de los dos Estados, teniendo en cuenta la configuración de las montañas y la necesidad de defensa.
Art. 4. Se encargará a una o varias comisiones mixtas que examinen y resuelvan, en un breve plazo, las diversas cuestiones accesorias a que dará lugar la anexión, tales como la decisión de la contribución de Saboya y del distrito de Niza a la deuda pública de Cerdeña, y la ejecución de las obligaciones resultantes de los contratos celebrados con el Gobierno de Cerdeña, el cual, sin embargo, se compromete a terminar él mismo las obras iniciadas para cortar un túnel a través de los Alpes (Mont Cénia).
Art. 5. El Gobierno francés tendrá en cuenta, por lo que respecta a los funcionarios del orden civil y militar pertenecientes por su nacimiento a la provincia de Saboya, o a la arrondissement de Niza, y que se convertirán en súbditos franceses, los derechos que han adquirido por los servicios prestados al Gobierno sardo; gozarán especialmente de los beneficios de los nombramientos vitalicios en la magistratura y de las garantías aseguradas al ejército.
Art. 6. Los súbditos sardos originarios de Saboya, o de la arrondissement de Niza, o domiciliados efectivamente en esas provincias, que deseen mantener la nacionalidad sarda, gozarán durante el período de un año, a partir del canje de las ratificaciones, y en virtud de una declaración previa hecha a las autoridades competentes, de la facultad de trasladar su domicilio a Italia y establecerse allí, en cuyo caso sus calificaciones como ciudadanos sardos permanecerán. Serán libres de conservar sus propiedades inmobiliarias situadas en el territorio anexionado a Francia.
Art. 7. Para Cerdeña, el presente tratado se convertirá en ley tan pronto como el Parlamento haya dado la necesaria sanción legislativa.
Art. 8. El presente tratado deberá ser ratificado y las ratificaciones intercambiadas en Turín en el plazo de diez días, o antes si es posible.
En fe de lo cual los respectivos plenipotenciarios lo han firmado y estampado sus sellos.
Hecho por duplicado en Turín el día 24 del mes de marzo del año de gracia de 1860.
TALLEYRAND.
BENEDETTI.
CAVOUR.
FARINI.

## Plebiscito
| Territorio | Fecha       | Registrados | Votantes | A favor Anexión | Voting "Yes and Free Zone" | Contra Anexión | Abstenciones | Nulos (including pro-Swiss) | Ejército     |
| --- | ----------- | ----------- | -------- | --------------- | -------------------------- | -------------- | ------------ | --------------------------- | ------------ |
| Niza | 15–16 April | 30 712      | 25 933   | 25 743          | -                          | 160            | 4779         | 30                          | -            |
| Saboya | 22–23 April | 135 449     | 130 839  | 130 533         | 47 000                     | 235            | approx. 600  | 71                          | 6033 of 6350 |
| Sources : Henri Ménabréa - Paul Guichonnet for the figures for Savoy / General Council of the Alpes-Maritimes for the County of Nice. |             |             |          |                 |                            |                |              |                             |              |

Por el tratado del 24 de marzo de 1860, se acordó entre Francia y Cerdeña que Saboya y Niza, después de consultar a la población, debían ser cedidas a Francia, y que Toscana y la Romaña debían también, después de una consulta similar, ser anexionadas a Cerdeña. Por los términos del tratado, la anexión de estos respectivos territorios no fue menos ventajosa para Víctor Manuel que para Napoleón. Con Austria vengativa y poderosa, y en una posición estratégica amenazante; con el Papa ultrajado y desesperado, y en control de un ejército que tenía una gran parte del fanatismo de Europa, no había esperanza para la Italia que luchaba sino en una alianza más firme con Francia. Sólo en este hecho se encuentra la explicación de la voluntad del gobierno sardo de desprenderse de una parte tan considerable de su territorio. Había suficientes razones para que el rey y el emperador estuvieran igualmente ansiosos de que el pueblo votara a favor de la anexión.
El artículo quinto de la Constitución de Cerdeña establece que los tratados que introduzcan cualquier alteración en los territorios del Estado no entrarán en vigor hasta que hayan obtenido el consentimiento de la Cámara. A la vista de esta disposición, era evidente que el gobierno debía someter el tratado a la Cámara para su ratificación antes de que se realizara la votación popular, ya que sólo en virtud del tratado el pueblo tendría derecho a votar. Pero este método de procedimiento entrañaba peligros que el gobierno sardo no dejó de prever. El proyecto de anexión no era popular en el Parlamento y era probable que fracasara. Giuseppe Garibaldi no dudó en alzar su voz, a tiempo y a destiempo, en contra de ella; y, lo que era de mayor importancia, como muestra de los deseos irrestrictos del pueblo más afectado, "cada uno de los delegados de Niza y Saboya  al Parlamento había sido elegido con el entendimiento expreso de que debían protestar contra tal transferencia a otra potencia". En el poco tiempo que permitió el esfuerzo, se obtuvieron trece mil firmas para una protesta contra la anexión. En vista de estos hechos inconvenientes, se determinó posponer una ratificación por parte del Parlamento hasta que se hubiera asegurado un voto popular, unánime o casi unánime. No parece haber tenido ninguna importancia que el tratado, según el cual se iba a votar, no tuviera realmente existencia hasta que fuera ratificado por la Cámara; se determinó, proceder como si hubiera sido ratificado, y luego utilizar la ventaja obtenida por este procedimiento para asegurar su ratificación.

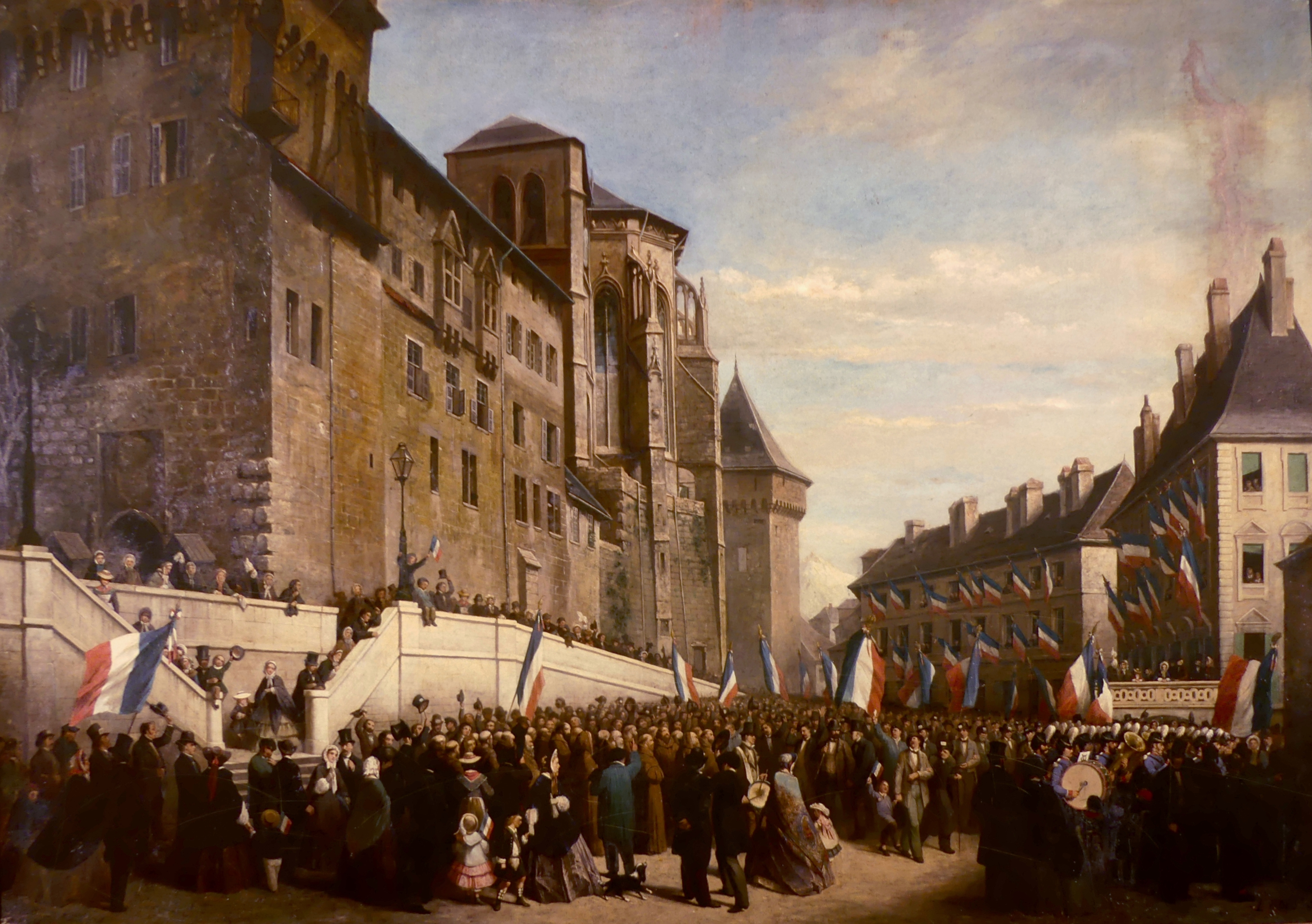
Citizens of Chambéry plebisciting the annexation of Savoy.

En consecuencia, se tomaron medidas para asegurar el voto popular deseado. En primer lugar, se retiraron las tropas sardas y sus puestos fueron ocupados por guarniciones francesas. La oposición de los habitantes de Niza a convertirse en franceses quedó patente en el hecho de que las tropas, al entrar por primera vez en la ciudad, fueron recibidas con tanta brusquedad que se vieron obligadas a recurrir al uso de la bayoneta. La junta municipal envió un voto de agradecimiento a los miembros del Parlamento británico que se habían pronunciado en contra de la anexión francesa. El cónsul francés escribió a su gobierno que, si un buque de guerra francés no llegaba a Villa Franca, su propia vida y la de su familia no estarían seguras. Después de la llegada de dicho barco, el editor del órgano francés recién establecido, L'Avenir de Nice, fue asediado en su casa y se vio obligado a bajar a Villa Franca para refugiarse.
Tales eran algunos de los indicios del sentimiento público en el momento en que las guarniciones francesas ocupaban sus puestos. Era evidente que el pueblo no se dejaba intimidar fácilmente.
Pero los esfuerzos del gobierno no habían hecho más que empezar. Inmediatamente después de la ocupación del país por las tropas francesas, se publicó una orden que transfería el gobierno civil de las provincias a Francia. El gobernador provisional francés, Lubonis, se apresuró a utilizar el poder puesto en sus manos en beneficio de su amo imperial, y su ejemplo fue rápidamente seguido por Lachinal. Muchos de los alcaldes y autoridades locales se oponían totalmente a la idea de la anexión francesa, y sin su cooperación se consideró que no se podía asegurar el voto del pueblo a favor de la medida. En consecuencia, se emitió la siguiente circular, cumplimentada según las necesidades de cada caso:

THE GOVERNOR OF ANNECY.
Considerando que Monsieur --- , alcalde de la comuna de --- , parece no haber aceptado favorablemente las consecuencias del Tratado del 24 de marzo pasado; considerando que es importante, en las circunstancias actuales, tener al frente de la administración de cada comuna hombres consagrados al nuevo orden de cosas;
Se decreta,
1. El señor --- , actual alcalde de la comuna de ---- , queda destituido de sus funciones.
2. El consejero municipal --- queda encargado, hasta una nueva orden, de la administración de dicha comuna.
3. Lo anterior será transmitido a los señores --- y --- , para su orientación.
(Firmado) LACHINAL, Gobernador Regente.
Annecy, abril de 1860.

Al comentar esta transferencia de la autoridad civil a los únicos intereses del Emperador, los diarios franceses dieron pruebas de un abundante celo. Uno de ellos, Le Bon Sens, comentó:

"Una cosa muy importante para el éxito de la gran votación a la que está llamada Saboya es tener a la cabeza de cada municipio un alcalde completamente dedicado a la anexión francesa, pues es él quien debe dar el impulso y presidir las operaciones electorales. Un alcalde devoto del Piamonte, o de tendencia suiza, estaría totalmente fuera de lugar en tal ocasión. Nos enteramos con placer de que ya se ha llevado a cabo una gran purga en la provincia de Chambery, de alcaldes, hostiles o sospechosos. Pedimos a todos los amigos sinceros de Francia que estén atentos a su administración comunal. No dudamos de que el gobernador de la provincia de Annecy estará dispuesto, si tal es el caso, a hacer uso de los plenos poderes de que está investido, para sustituir en cada municipio a todos los alcaldes que no cooperen lealmente en la gran causa de nuestra regeneración nacional."

Con la maquinaria militar y civil en orden, las autoridades se dedicaron ahora a la labor más inmediata de fabricar la mayoría necesaria. En primer lugar, se informó al público no sólo de que estaba prohibido celebrar reuniones para discutir los asuntos de Niza, sino también de que no se permitiría ninguna campaña por parte de los que se oponían a la anexión francesa, y de que no se permitiría la publicación de pancartas o circulares por parte del partido italiano. Al mismo tiempo, los oficiales con autoridad emitieron documentos de diversa índole, apelando a sus subordinados y al pueblo. El gobernador provisional, Lubonis, emitió una proclama, de la cual la siguiente es la parte más importante:

"CIUDADANOS, Toda incertidumbre con respecto a nuestro futuro ha cesado. Por el Tratado del 24 de marzo, el gallardo rey Víctor Manuel ha cedido a Francia Saboya y el distrito de Niza. Los más poderosos motivos de necesidad política, las exigencias del futuro de Italia, el sentimiento de gratitud hacia su poderoso aliado y, finalmente, las circunstancias excepcionales de nuestro país, han decidido, aunque con pesar, a nuestro querido soberano a separar las provincias que han estado durante tantos siglos íntimamente ligadas a su dinastía. Pero el destino de un pueblo no depende exclusivamente del deseo de los príncipes. Por eso el magnánimo emperador Napoleón III y el leal Víctor Manuel han querido que este Tratado de Cesión se vea reforzado por la adhesión popular... Toda oposición debe caer impotente ante los intereses del país y el sentimiento del deber. Además, encontrará un obstáculo insuperable en los propios deseos de Víctor Manuel... Conciudadanos, la misión que el Rey me ha confiado es transitoria pero importante. Para cumplir mi tarea en esta coyuntura extraordinaria, cuento con el apoyo de vuestra cooperación, con vuestro respeto a la ley y con el alto grado de civilización al que os habéis elevado. Apresuraos, pues, a confirmar con vuestros sufragios la reunión de vuestro país con Francia. Haciéndonos eco de las intenciones del Rey, despleguemos el estandarte de esa noble y gran nación que siempre ha despertado nuestras vivas simpatías. Reunámonos en torno al trono del glorioso emperador Napoleón III. Rodeémoslo con la misma fidelidad, tan especial para nuestro país, que siempre hemos conservado hasta hoy para Víctor Manuel. En cuanto a este augusto Príncipe, conservemos entre nosotros el culto de los recuerdos pasados, y elevemos fervientes oraciones por su nuevo y brillante destino. Al gran Napoleón III, cuya poderosa y firme voluntad ha de abrir una nueva era de prosperidad para nuestro país, comenzará ahora nuestra inflexible fidelidad, así como nuestra respetuosa devoción.
Vive Ia France!
Vive L'Empereur Napoleon III!
Le Gouverneur Provisionnel, LUBONIS."

Una proclama similar a la de Lubonis fue emitida por Malaussena, alcalde de Niza; y finalmente, como para coronar todo, el obispo se presentó con el mismo interés, apelando a todos los miembros leales de la Iglesia a votar por la anexión. Pero esto no fue todo. El Comité francés envió a todos los funcionarios una circular con el sello del gobierno, en la que se solicitaba el apoyo de todas las autoridades de la ciudad y del campo. Refiriéndose a las ventajas que se derivarían de la anexión, el Comité utilizó estas palabras:

"Estamos convencidos de que el gobierno imperial recompensará al pueblo por la unanimidad de su voto, y proporcionará la recompensa según la buena disposición manifestada por él. Sin enumerar aquí las inmensas e incontestables ventajas de todo tipo que nuestro país obtendría de su anexión al gran Imperio francés, consideramos nuestro deber dirigirnos a todos nuestros amigos y corresponsales, no sólo para estimular su celo en favor de la causa común, y para comprometerlos a utilizar toda su influencia a fin de asegurar el éxito de la votación en el interés francés, sino también para que observen cuidadosamente y nos señalen los pasos que se han dado en un interés contrario por parte de los opositores, a fin de que se tomen las medidas necesarias para neutralizar las influencias que son hostiles a los intereses del país. ¿Tendrá usted la bondad, M. --- , de acusar recibo de esto, y de darnos a conocer el espíritu de su población, y el de las autoridades locales?"

Las "medidas necesarias" a las que aludía la comisión estaban ampliamente previstas. El gobierno francés había puesto a su disposición una suma de dinero, de la que se afirma de buena fuente que se utilizaron 3.000.000 de francos en la labor directa de soborno, sin contar los gastos del gobierno el día de la votación. Las cabinas para beber y los cafés fueron erigidos especialmente para el propósito por los funcionarios, y una escarapela tricolor o un boleto de votación con "oui' en él daba derecho al portador a disfrutar gratuitamente de todos sus privilegios.
Otro recurso que apelaba al celo religioso del pueblo era la bendición de los estandartes del partido imperial. Esta bendición oficial de las banderas francesas estaba calculada para producir un inmenso efecto en la población ignorante y algo supersticiosa. La autorización se hizo de la siguiente manera:

"MM. les Commissaires distribuirán los estandartes que MM. les Curés están autorizados, e incluso invitados, a bendecir. Estos estandartes serán en este caso presentados por la Comuna, a la cabeza de los habitantes, a MM. les Curés, que los recibirán a la entrada de la iglesia. Por último, comprenderá la importancia que doy a esta última recomendación. Cuidará de que las proclamas oficiales, los manifiestos y los avisos se conserven intactos. Todos los llamamientos a las pasiones -cualquier anuncio colocado sin la debida autorización- serán inmediatamente derribados."

Junto a esto se publicó el siguiente manifiesto oficial:

"El alcalde de Bonneville notifica que el Consejo Comunal asistirá a la bendición de las banderas que el Gobierno Imperial ha regalado a la Comuna; que esta ceremonia religiosa tendrá lugar el domingo 22, a las siete de la mañana; que el cortège saldrá del Hotel de Ville para dirigirse a la iglesia. Todos los electores están invitados a esta ceremonia, que precederá inmediatamente a la apertura de las urnas. Por la mañana, el Hotel de Ville se decorará con las banderas francesas y los colores nacionales. Todos los habitantes están invitados a decorar sus casas con banderas de los mismos colores.
"El Gobierno Imperial ha hecho su début con un beneficio notable al darnos la zona aduanera, que hasta ahora se nos había negado. Nos asegura la prosperidad del país. Su generosidad no terminará aquí. Los ingenieros franceses han explorado la provincia, han comenzado a estudiar las riberas de los ríos, el estado de las carreteras y las obras públicas más útiles para el país. Las numerosas minas de Faucigny serán explotadas, el estado de nuestro collége será mejorado. Mostremos nuestra gratitud al Emperador. Demos rienda suelta a nuestras simpatías, tanto tiempo contenidas, y demostremos con un voto compacto y unánime que somos tan franceses como lo fueron nuestros padres.
Vive l'Empereur!
Vive la France!
(Signed) Dufour,  Mayor."

Al acercarse el día de la votación, el Comité Central emitió la siguiente circular:

"SIR, El Comité Central Anexionista, sobre cuyos procedimientos no se impusieron restricciones, le ha nombrado miembro del Comité Especial para la parroquia de ---. Tendrá usted la bondad, señor, de concertar con sus colegas, los Sres. ---, medidas que puedan unir y llevar a las urnas el próximo domingo el mayor número posible de electores, y tomar las medidas que parezcan convenientes, para que el voto de la población sea al mismo tiempo una manifestación llamativa de sus sentimientos hacia Francia y hacia el Emperador."

Además de todas las demás presiones, las autoridades policiales locales declararon abiertamente que se harían listas de los proscritos y que los que se abstuvieran de votar serían castigados en cuanto se convirtieran en súbditos franceses. Las mismas autoridades recibieron órdenes del cuartel general de Niza de reunir a los campesinos el día de la votación y hacerlos marchar hacia la ciudad, con tambores y banderas francesas flotando a la cabeza. Un inglés, que estaba en Niza en el momento de las elecciones, describe así lo que vio:

"Cuando entré en Niza el día 15 por la mañana, lo primero que vi fue una procesión de campesinos marchando hacia la ciudad. A la cabeza de la procesión iba un gordo "curé", del brazo del síndico del pueblo y de otro funcionario; detrás iban treinta o cuarenta rústicos, algunos de ellos muy borrachos, aunque era temprano, portando banderas, tocando tambores y animando de una manera triste e irregular. Las calles estaban abarrotadas de personas que llevaban escarapelas tricolores y el boleto electoral oui en el sombrero.. Los soldados franceses, de los que había una abundante salpicadura, se mezclaban libremente con la multitud, aunque un batallón había marchado a Villa Franca, para dar a las autoridades la oportunidad de decir que, para no influir en la votación, parte de las tropas francesas habían abandonado la ciudad. Las urnas fueron colocadas en el Colegio Nacional, y allí me dirigí para observar el proceso de votación. La gente se agolpó y votó sin apenas inmutarse; las listas de los inscritos estaban expuestas en el exterior; pero al principio los votos se dieron con demasiada rapidez para que los escrutadores pudieran ejercer algún control. La papeleta del "oui" se distribuía libremente por las calles; los hombres se colocaban en las esquinas como si anunciaran medicamentos curanderos, y te daban cualquier número de "ouis", pero yo me esforcé tanto en las tiendas como en las calles para conseguir un "non" sin éxito. Vi a un patán a punto de votar dos billetes. Le pregunté si esa era su intención, y me contestó ingenuamente: "¿Por qué no?" "Oh", le dije, "no será justo; dame uno", lo que hizo de inmediato con toda la amabilidad del mundo. Otro hombre con el que hablé me dijo que se oponía firmemente a convertirse en francés, que tenía dos hijos al servicio de Cerdeña, uno en el ejército y el otro en la marina, que él mismo era un pobre barquero, y que había votado oui en contra de su inclinación, porque la policía le había dicho que si no lo hacía sería encarcelado, que el Rey a quien amaba lo quería, que Inglaterra y todas las potencias lo querían, y que en cuanto a su voto en sentido contrario, simplemente se metería en un lío y no haría nada bueno. Pero dijo con prontitud: "Ni he animado, ni llevaré una escarapela". Como todos los escrutadores eran designados por Pietri (el agente de policía francés), y como tenían las llaves de las urnas, no había, por supuesto, ninguna seguridad contra cualquier número de billetes oui que se introdujeran en ellas en privado".
El mismo testigo escribió posteriormente desde Bonneville, donde se encontraba el día de la votación en Saboya:

"En la mañana del 22 me encontré de nuevo en Bonneville, en Faucigny; pero se había producido un cambio considerable en el aspecto de los asuntos desde que lo había dejado menos de un mes antes. En todas las casas, y en casi todas las ventanas de todas las casas, ondeaban banderas francesas. El hotel, que había sido el cuartel general del partido antifrancés, y donde yo había cenado con los miembros del Comité, estaba engalanado con todo el esplendor del rojo, el blanco y el azul. La librería, donde había escuchado sentimientos fuertemente hostiles a Francia, exhibía ahora una gigantesca pancarta; pero, lo más notable de todo, la casa del candidato que había disputado Bonneville tres semanas antes por el interés suizo, en oposición al francés, estaba ahora decorada con banderas francesas. Mis viejos amigos no se encontraban por ninguna parte; el Comité se había evaporado, y en toda la ciudad, en la que el sentimiento partidista se había exacerbado recientemente, y en la que la anexión antifrancesa era rampante y se expresaba abiertamente, no se oía ni una sílaba en contra. Un pequeño comerciante, al que conocí como furibundo antifrancés, fue sacado con dificultad de su tienda, y confesó haber votado a favor de Francia como un acto de autoconservación. El conserje de la ciudad me trajo esta mañana dos billetes con un mensaje del intendente de que si no los votaba sería peor para mí. También me preguntó dónde estaba mi bandera francesa, y me aconsejó que, si valoraba mi libertad, mostrara una sin demora. Ahí está la bandera, y aquí está la otra papeleta de voto; una similar acabo de votar, pero ésta se la presento".
'BULLETIN DE VOTATION.
La Savoie veut-elle être réunie à la France?
Oui et Zone.'
Mi informante continuó diciéndome que todos los votantes habían recibido su boleto de las autoridades policiales, y sonrió cuando le pregunté dónde podía conseguir un boleto "no". Ninguna imprenta de aquí se atrevería a imprimir una", dijo, "tendría que conseguirlas en Ginebra". La adición de la palabra "Zona" me pareció curiosa, y pregunté por el objeto de su inserción en el boleto electoral. El dispositivo era ingenioso. Las autoridades, temiendo que, aunque el pueblo no tuviera el valor de votar "no", fuera lo suficientemente audaz como para abstenerse de votar, dieron a entender que tal actitud no impediría su anexión, pero que con ello perderían su zona comercial o frontera libre con Suiza, de la que dependería su prosperidad futura; en otras palabras, votando serían anexionados y obtendrían su zona, absteniéndose serían igualmente anexionados, pero arruinados. En una reciente circular francesa he percibido que el deseo del Emperador de llevar a cabo las condiciones de neutralidad, tal y como se establece en el artículo noventa y dos del Tratado, le ha inducido a conceder la Zona. Fue inventada originalmente como un "ardid" electoral, y sirvió admirablemente a su propósito, siendo utilizada como soborno o como amenaza."

Tales fueron los medios por los que la hostilidad de Niza y Saboya a la anexión francesa se convirtió en una declaración casi unánime a su favor. En cualquier circunstancia, tal espectáculo de engaño organizado sería algo doloroso de contemplar. Es posible imaginar una situación en la que el gobernante de la nación, por razones políticas, pudiera someter una cuestión ya decidida a la ratificación de su pueblo sin otro resultado malo que el que pudiera infligirse al propio pueblo. Pero en el caso de Saboya y Niza había un elemento en la transacción que la convertía en un ultraje al sentimiento liberal de Europa y del mundo. Nos referimos a las repetidas declaraciones de que la votación sería perfectamente "libre". El primer artículo del tratado declaraba que "queda entendido entre sus Majestades que esta re-unión se efectuará sin ninguna coacción sobre la voluntad del pueblo, y que el gobierno del Rey de Cerdeña y el del Emperador de los franceses se pondrán de acuerdo lo antes posible sobre los mejores medios para llegar y confirmar la manifestación de esta voluntad." No mucho tiempo después de que se formara el Tratado, una diputación de Niza esperó a Víctor Manuel, cuando éste les aseguró "que había estipulado como condición de esta cesión una votación libre de toda presión externa, y prometió que, si se producía una ocupación militar, o si la condición era violada de alguna manera, protestaría"; y de nuevo, en la proclamación por la que liberaba a sus súbditos de Niza y Saboya de su lealtad, les dio esta seguridad: "Bajo ninguna circunstancia se os impondrá este gran cambio en vuestro destino; debe ser el resultado de vuestro libre consentimiento. Tal es mi firme determinación; tal es también la intención del Emperador de los franceses". Finalmente, en la Cámara de Diputados, cuando la enérgica protesta de Garibaldi parecía que iba a poner fin a toda la transacción, la confianza sólo se restableció cuando el conde Cavour aseguró a los diputados que el voto debía ser absolutamente libre (pienamente libero). Y sin embargo, a la vista de todas estas solemnes garantías, ¿qué hemos visto? La retirada de las tropas italianas y la colocación de las tropas francesas en su lugar; todos los cargos civiles importantes llenos de franceses, o de hombres comprometidos con el apoyo de la causa francesa; circulares oficiales y pancartas a favor de la anexión esparcidas por todas partes, mientras que no se permitía la publicación de un sentimiento contrario en ninguna parte; urnas bajo el control exclusivo de oficiales franceses; papeletas a favor de la anexión distribuidas por todas partes por la policía, mientras que las papeletas opuestas a la anexión sólo podían obtenerse enviando a Ginebra; los sacerdotes bendiciendo las banderas presentadas por el Emperador, y apelando a la conciencia de su pueblo en favor de Francia; el dinero, así como la vida y la bebida libres en general, proporcionados por los agentes imperiales; y, finalmente, el pueblo, con música francesa y banderas francesas, marchando "en masa" hacia las urnas, con el sacerdote y el alcalde del brazo a la cabeza. Tal fue el presumido "voto libre" con cuya sanción y ayuda Niza y Saboya fueron anexionadas a Francia.